# میرحسن وزیروف
میرحسن وزیروف (ترکی آذربایجانی: Mir Həsən Kazım bəy oğlu Vəzirov; ۱۳ فوریهٔ ۱۸۸۹ – ۲۰ سپتامبر ۱۹۱۸) سیاستمدار اهل جمهوری آذربایجان بود.